# Kausland
Kausland es una localidad del municipio de Sund en la provincia de Hordaland, Noruega. Se ubica en la parte sur de la isla de Sotra, a unos 4 km al suroeste de Hammarsland y a 5 km al sudeste de Tælavåg. La iglesia de Kausland tiene su sede en el lugar.